# Иида, Ёсикуни
Ёсикуни Иида (яп. 飯田 善国 Иида Ёсикуни, 10 июля 1923, Асикага — 19 апреля 2006, Токио) — японский художник и скульптор-абстракционист.

## Биография
- 1923 — родился в префектуре Тотиги;
- 1946—1949 — изучает эстетику и историю искусств в Университете Кэйо.
- 1949—1953 — изучает живопись у Умэхаро Рюсабуро в Токийском университете искусств.
- 1953 — становится членом художественного общества Мусанакодзи Санэацу Атараси мура (Общество Новой деревни).
- 1954 — начинает цикл «Ночные миры». Сотрудничает с Обществом Восьми.
- 1956 — поездка в Европу. Обучение у Перикла Фаццини в Риме.
- 1957—1963 — поездка в Вену, где изучает гравюру по меди и масляную живопись. Приглашается Карлом Прантлем принять участие в Европейском симпозиуме скульпторов в Санкт-Маргаретен.
- 1963 — участвует в выставке Форм Вива, в Югославии.
- 1963—1967 — живёт в Берлине, где работает скульптором.
- 1964 — участник Европейского симпозиума скульпторов в Берлине.
- 1967 — возвращается в Японию.
- 1968 — один из организаторов Международного симпозиума Железа и Стали в Осаке.
- 1978 — издаёт свой первый сборник поэм «Доспехи Нэнси».
- 1987 — презентируется коллекция работ художника Иида Ёсикуни — Утро в движении.

До самой своей смерти художник живёт в Матиде, Токио.

## Персональные выставки (избранные)
- 1953 — Токио, галерея Марудзэн
- 1960 — Мюнхен, галерея Гурлитт
- 1961 — Вена, Афро-азиатский институт
- 1963 — Милан, галерея Пагани; Венеция, галерея Иль Канале
- 1967 — Берлин, галерея Шпрингер
- 1972 — Токио, галерея Минами
- 1974 — Нью-Йорк, галерея Дениз Рене
- 1979 — Лондон, галерея Эннели Джуд
- 1987 — Ретроспектива скульптуры, Токио, художественный музей Мэгуроки, Киото, Музей современного искусства
- 1997—1998 — Ретроспектива живописи и скульптуры, Камакура, Музей современного искусства префектуры Канагава.

## Международные выставки (избранные)
- 1967 — Первый приз на Городском конкурсе скульптуры, Берлин
- 1968 — Премия на выставке Современное японское искусство, Камакура
- 1968 — Первый приз на 1-й Выставке современной скульптуры, Кобе, парк Симурикю
- 1985 — Реконструкция: Авангардное искусство в Японии 1945—1965, Оксфорд, Музей современного искусства
- 1996 — Реализм в Японии (ранняя масляная живопись), Нагоя, Городской художественный музей